# Confort higrotérmico
Puede definirse confort térmico, confort higrotérmico, o más propiamente comodidad higrotérmica, como la ausencia de malestar térmico. En fisiología se dice que hay confort higrotérmico cuando no tienen que intervenir los mecanismos termorreguladores del cuerpo para una actividad sedentaria y con una indumentaria ligera. Esta situación puede registrarse mediante índices que no deben ser sobrepasados para que no se pongan en funcionamiento los sistemas termorreguladores (metabolismo, sudoración y otros).

## Fisiología, ambiente y confort
El cuerpo humano está preparado para reaccionar ante los cambios climáticos, pero estas reacciones le hacen consumir energía metabólica. La sensación de comodidad surge de la estancia en un microclima que evite la reacción del cuerpo ahorrando gastos de energía, que se denomina termorregulación natural en oposición al abrigo que es un fenómeno de termorregulación artificial.
La temperatura normal del cuerpo es de 36.5 °C. En las enfermedades puede elevarse hasta los 41 °C o 42 °C (hipertermia) donde se hace peligrosa. El cuerpo humano es muy sensible a los aumentos de la temperatura interior y solo 5 o 6 grados de más pueden causar daños muy importantes y hasta la muerte. Se toleran aún menos las bajas temperaturas y a los 35 °C (hipotermia) se comienza a sentir somnolencia hasta caer en un profundo letargo.
Sentados en una habitación con ropas livianas y realizando una actividad ligera, la sensación de satisfacción térmica se alcanza entre los 21 °C y 25 °C. La humedad relativa -HR-, a la que usualmente se achaca como causa de la incomodidad, es menos significativa ya que la tolerancia del cuerpo es grande, admitiendo límites entre 20% y 75%.
El cuerpo es muy sensible a los cambios de radiación. Si la temperatura es inferior a 18 °C pero hay buen sol, de inmediato se siente que la sensación de confort higrotérmico aumenta. Este principio es usado por la calefacción tipo losa radiante o piso radiante y por el sistema de radiadores. Pero así como es agradable que el sol entre por una ventana en invierno, se vuelve desagradable en el verano.
Para comprender qué condiciona el bienestar y su relación con la arquitectura debe asumirse que el cuerpo humano produce calor y lo intercambia con el ambiente que lo rodea.
Dentro del organismo humano se producen transformaciones químicas que mantienen con la vida produciendo calor, mediante la homeostasis. Así existe una termodinámica de los organismos vivos. Este flujo permanente de energía se valora mediante el índice metabólico y varía según el nivel de actividad de las personas, según la edad, el sexo y el estado psicológico.
- metabolismo base: es la energía necesaria para el mantenimiento de la vida vegetativa (en ayunas o en reposo), aprox. 81 W para un varón de estatura media.
- metabolismo de reposo: es el metabolismo mínimo ya que el anterior es experimental; 104 W
- metabolismo de trabajo: además de las funciones del metabolismo base, comprende los gastos energéticos motrices. Su nivel depende del tipo de actividad; desde 104 W para una tarea intelectual a 812 W para un esfuerzo físico intenso.

## Los edificios y el confort higrotérmico
Así un organismo debe mantenerse en una temperatura constante, para evitar enfriamientos o calentamientos, con
este fin posee mecanismos de evacuación del calor residual que son los normales de intercambio de calor. 
Son los siguientes:
- Convección: Es la transmisión de calor de la piel al fluido ambiente o a la inversa. El flujo de calor es proporcional a un coeficiente de convección y a la diferencia de temperatura entre el aire y la piel; la velocidad del aire (viento) acelera la convección (si se hace mediante un ventilador, se llama forzada o asistida).
- Conducción: Es la transmisión de calor entre la superficie del cuerpo y los elementos de contacto. Este flujo de calor depende del coeficiente de conductibilidad térmica de estos elementos.
- Radiación: Es la transmisión de calor a través del medio ambiente, principalmente por radiación en el infrarrojo. Este flujo de calor es proporcional a la constante universal de radiación, al poder de absorción de la piel (que es muy elevado) y a la diferencia de temperatura entre la piel y las paredes radiantes.
- Evaporación: Es la transmisión de calor unidireccional del organismo hacia el aire ambiente por la evaporación cutánea y respiratoria. Esta pérdida de calor del organismo depende de la cantidad de sudor (agua) evaporada y la evaporación depende de la velocidad del aire ambiente, de su temperatura y de la presión parcial de vapor de agua.

Mientras las tres primeras formas de transmisión se refieren al calor sensible, la evaporación se refiere al calor latente.
A fin de que la temperatura interna del cuerpo humano permanezca constante, el balance térmico que contempla aportes y pérdidas de calor por convección, conducción, radiación y evaporación debe permanecer constante.

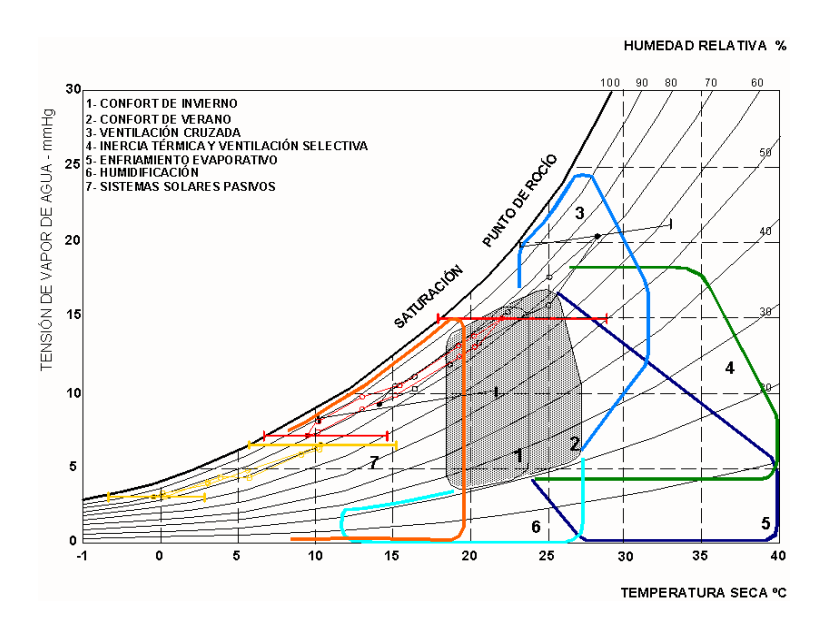
La figura muestra el Climograma de B. Givoni aplicado a los climas húmedos de la Argentina. Se indican desde un clima muy cálido a uno muy frío. Del climograma se pueden extraer pautas diseño bioclimático para una arquitectura sustentable.

La sensación de confort higrotérmico no depende únicamente de la temperatura del aire.
El confort higrotérmico depende de:
- la radiación (o falta de ella) de los materiales circundantes y principalmente de las paredes de la envolvente del edificio, es decir, también su temperatura y su capacidad calorífica;
- la temperatura ambiente del aire;
- la velocidad del aire (impedir o provocar una ventilación forzada, corriente de aire...);
- la presión parcial de vapor de agua o tensión de vapor del aire ambiente.

Como se ve el confort higrotérmico no se define solamente por una temperatura y humedad relativa fijas. El hecho de que un ambiente interior tenga un sistema de climatización, con el termostato fijado a 23 °C y 50% de humedad relativa, no supone que la comodidad higrotérmica sea la requerida porque también depende de otros parámetros, como el índice metabólico y el índice de indumento (abrigo).
Así desde principios del siglo XX diversos autores fueron elaborando modelos de confort, sea para responder con medios termomecánicos o mediante medios naturales. En el primer caso se eleboraron los nomogramas de confort de la Asociación de Ingenieros de los Estados Unidos para avanzar junto a los sistemas de aire acondicionado creados por Carrier y en el segundo para mediante técnicas de diseño pasivas mantener el confort con diseño del edificio y su envolvente. 
Los modelos más aceptados por la comunidad de arquitectos e ingenieros bioclimáticos son los elaborados por los hermanos Olgyay y por Baruch Givoni.